# Mogiri (Ailinginae)
Mogiri ist ein Motu des Ailinginae-Atolls der pazifischen Inselrepublik Marshallinseln.

## Geographie
Mogiri liegt am Südwestende des Ailinginae-Atolls. Die Insel ist unbewohnt und seit dem Kernwaffentest der Bravo-Bombe im Jahr 1954 atomar verseucht. Die nächste namhafte Insel im Westen ist Sifo. Nach Osten schließt sich Enibuk an. Die Insel liegt zwischen den beiden Passagen, die Zugang zur Ailinginae Lagoon gewähren (Mogiri Pass und Eniibukku Pass - Eniibukku-Suido).